# Xocótl
Xocotl es en la mitología mexica, el dios azteca de los gemelos y de las estrellas. Personificación del calor y de  los parentescos.